# You Are We
You Are We ist das dritte Studioalbum der britischen Metalcore-Band While She Sleeps. Es erschien am 21. April 2017 über SharpTone Records in Nordamerika, Arising Empire in Europa und via UNFD in Australien.
Das Album besitzt elf Titel mit einer gesamten Spiellänge von 50 Minuten und 58 Sekunden. Als Singles wurden die Stücke Hurricane und Silence Speaks vorab veröffentlicht; die dritte Singleauskopplung Empire of Silence erschien nach der Herausgabe des Albums. Oliver Sykes von Bring Me the Horizon wirkt als Gastsänger im Lied Silence Speaks mit.
You Are We ist nach dem Vorgänger Brainwashed aus dem Jahr 2015 das zweite Album der Gruppe, das eine Notierung in den deutschen Albumcharts erreichen konnte. Außerdem stieg das Album in den britischen sowie erstmals in den Schweizer und österreichischen Albumcharts ein. Das Album erhielt in den englischsprachigen Medien größtenteils positive Kritiken, darunter im Metal Hammer, Rock Sound und dem New Musical Express. Auch in den deutschsprachigen Medien wurde You Are We überwiegend positiv bewertet.

## Entstehung
Im September 2016 kündigten die Musiker an, das Album ohne Unterstützung eines Plattenlabels produzieren zu wollen. Hierfür startete die Gruppe eine Crowdfunding-Kampagne bei PledgeMusic, um die Produktion des Albums finanzieren zu können. Bereits am ersten Tag war das Ziel zu 46 Prozent erreicht; im Januar 2017 wurde das angegebene Ziel gar übertroffen. Unterstützer der Kampagne hatten unter anderem die Möglichkeit, das Stück Civil Isolation vorab als Download zu erhalten.
Geschrieben und aufgenommen wurde das Album im The Barn, dem bandeigenen Musikstudio in Sheffield, welches zuvor als Lagerhalle genutzt wurde. Die Gruppe verbrachte knapp ein Jahr damit, das Studio in dem Gebäude einzurichten.

## Albumtitel
Der Titel You Are We wurde unter anderem durch den Brexit beeinflusst, mit dem sich die Musiker nicht einverstanden zeigten. Gitarrist Mat Welsh sagte in einem Interview mit dem US-amerikanischen Magazin Alternative Press, dass „das Land [Großbritannien] sich entschieden habe, die Europäische Union zu verlassen und die Bevölkerung die Mentalität, dass man nicht mit anderen Nationen zusammenarbeiten soll“e, was die Band strikt ablehnt.

„Our country decided to leave Europe, which we firmly disagreed with. That’s been a big influence. And people thinking that they shouldn’t work together—we sort of disagree with that, which is what the album’s name is about. There’s no ‘you’ without ‘we.’“

Auf dem Plattencover steht zudem der Name des Albums in den vier meistgesprochenen Sprachen der Welt: Chinesisch, Englisch, Spanisch und Hindi.

## Titelliste
| #   | Titel               | Länge | Anmerkungen                                  |
| --- | ------------------- | ----- | -------------------------------------------- |
| 1.  | You Are We          | 4:47  |                                              |
| 2.  | Steal the Sun       | 4:37  |                                              |
| 3.  | Feel                | 4:39  |                                              |
| 4.  | Empire of Silence   | 4:29  | 3. Single                                    |
| 5.  | Wide Awake          | 5:04  |                                              |
| 6.  | Silence Speaks      | 4:55  | mit Oliver Sykes, 2. Single                  |
| 7.  | Settle Down Society | 4:56  |                                              |
| 8.  | Hurricane           | 4:43  | 1. Single                                    |
| 9.  | Revolt              | 3:57  |                                              |
| 10. | Civil Isolation     | 4:22  | Vorab-Download für Crowdfunding-Unterstützer |
| 11. | In Another Now      | 4:35  |                                              |

## Erfolg

### Kommerziell
In der ersten Verkaufswoche wurde You Are We alleine in den Vereinigten Staaten knapp 2.500 verkauft, was jedoch nicht für eine Notierung in den US-amerikanischen Albumcharts reichte. Im Vereinigten Königreich gelang While She Sleeps mit dem Werk ihre erste Platzierung in den Top Ten. Dort stieg das Album auf Anhieb auf Platz 8 ein, wo es sich lediglich eine Woche lang halten konnte. In Deutschland erreichte die Band indes Platz 16, in Österreich Platz 16 und in der Schweiz Platz 31.
Außerdem erreichte You Are We Platzierungen in Schottland, Frankreich, Belgien und Australien.

### Mediale Resonanz
You Are We erhielt bei Metacritic eine Wertung von 84 Prozent basierend auf vier englischsprachigen Kritiken verschiedener Musikplattformen und Magazine. Dieser Wert bedeutet, dass das Album einen „weltweiten Erfolg“ erreichen konnte.

#### Englischsprachige Kritiken
In den englischsprachigen Medien konnte You Are We überwiegend positive Kritiken einfahren. So schrieb Allison Stewart vom Revolver, dass die Gruppe das bisher beste nach-Brexit bzw. nach-Wahl-Angst-Album veröffentlicht haben. So beschrieb sie das Album als hektisch und finster und beschäftige sich größtenteils mit dem persönlichen und politischen Zerfall. Das Stück Silence Speaks wurde als Highlight des Albums hervorgehoben. Anita Bhagwandas vom New Musical Express lobte unter anderem die Produktion des Albums, welche sie als Perfektion bezeichnete. Im Vergleich zu While She Sleep würden andere Bands aus der Metalcore-Szene ihrer Meinung nach ihre Alben überproduzieren, sodass sie fast klinisch wirkten. Auch Rob Sayce vom britischen Rock Sound zeigte sich zufrieden mit dem Album.

#### Deutschsprachige Kritiken
Auch in den deutschsprachigen Medien zeigten sich Kritiker überwiegend begeistert. So schrieb Jan Hassenpflug von der Online-Musikplattform Laut.de, dass die Gruppe die spielerische Klasse verfüge, um sich auf dünnem Eis bewegen zu können. Allerdings nerven den Kritiker die schablonenhafte Strukturen, die von jeder Gruppe der härteren Musik dargeboten würden. Matthias Weckmann vom Metal Hammer hingegen schrieb, dass die Gruppe nicht wie die meisten Vertreter Core vom Reißbrett abliefere. Er vertritt die Meinung, dass die Musiker wieder zu ihrer Stärke gefunden hätten und auf dem Album lockerer aufspielen konnten als auf dem Vorgänger Brainwashed. Die Musik bezeichnete er als eine Mischung aus „Refused-Punk, Bring-Me-the-Horizon-Frechheit, Parkway-Drive-Chöre und ganz viel While She Sleeps.“
Nadine Schmidt urteilte für das Portal Metal.de, dass es der Band fast immer gelinge, Lieder zu schreiben, die mehrere Emotionen hervorriefen, die vielseitig und in sich stimmig seien. Daraus resultiere, dass die Musiker ihren eigenen Sound kreiert hätten. Björn Backes von Powermetal.de fügte hinzu, dass das Niveau extrem hoch sei, sodass es kaum möglich sei, ein Lied hervorzuheben, da es den übrigen Stücken Unrecht tun würde. Backes prophezeite, dass die Konkurrenz sich im Jahr 2017 warm anziehen müsse, da die Gruppe die Messlatte hoch angelegt habe.

### Auszeichnungen
- Rock Sounds Alben des Jahres 2017
  - Platz 7[14]